# Listă de filme britanice din 1995
Aceasta este o listă de filme britanice din 1995:

## Lista
| 1995                                                       |                      |                                                       |                         | |  |
| Angels and Insects                                         | Philip Haas          | Mark Rylance, Patsy Kensit, Kristin Scott Thomas      | Drama                   | |  |
| An Awfully Big Adventure                                   | Mike Newell          | Hugh Grant, Alan Rickman                              | Comedie                 | |  |
| Blue Juice                                                 | Carl Prechezer       | Sean Pertwee, Catherine Zeta-Jones                    | Drama                   | |  |
| Butterfly Kiss                                             | Michael Winterbottom | Amanda Plummer, Saskia Reeves                         | Drama                   | Prezentat la a 45-a ediție a Festivalului de Film de la Berlin                                                          |  |
| Carrington                                                 | Christopher Hampton  | Emma Thompson, Jonathan Pryce                         | Biopic                  | A câștigat două premii la Cannes                                                                                        |  |
| Circle of Friends                                          | Pat O'Connor         | Chris O'Donnell, Minnie Driver                        | Drama                   | Co-productie cu SUA/Irlanda                                                                                             |  |
| Clockwork Mice                                             | Vadim Jean           | Ian Hart, Catherine Russell, Art Malik                | Drama                   | |  |
| Dr. Jekyll and Ms. Hyde                                    | David Price          | Sean Young, Tim Daly                                  | Comedie/Horror          | Co-producție cu SUA |  |
| England, My England                                        | Tony Palmer          | Nicholas Ball, Simon Callow, Robert Stephens          | Musical/Historical      | |  |
| The Englishman Who Went Up a Hill But Came Down a Mountain | Christopher Monger   | Hugh Grant, Ian McNeice, Tara FitzGerald              | Comedie                 | |  |
| Feast of July                                              | Christopher Menaul   | Embeth Davidtz, Tom Bell, James Purefoy               | Drama                   | |  |
| GoldenEye                                                  | Martin Campbell      | Pierce Brosnan, Sean Bean, Famke Janssen              | Filme cu spioni/Acțiune | |  |
| The Grotesque                                              | John-Paul Davidson   | Alan Bates, Sting                                     | Comedie                 | |  |
| The Hard Case                                              | Guy Ritchie          | Wale Ojo                                              | Polițist                | Scurtmetraj |  |
| Haunted                                                    | Lewis Gilbert        | Aidan Quinn, Kate Beckinsale                          | Horror                  | |  |
| ID                                                         | Philip Davis         | Reece Dinsdale, Warren Clarke                         | Drama                   | |  |
| Innocent Lies                                              | Patrick Dewolf       | Stephen Dorff, Gabrielle Anwar, Joanna Lumley         | Thriller                | Co-produs cu Franța |  |
| Jack and Sarah                                             | Tim Sullivan         | Richard E. Grant, Samantha Mathis                     | Romantic/Comedie        | |  |
| Land and Freedom                                           | Ken Loach            | Ian Hart, Rosana Pastor                               | War                     | Prezentat la Festivalul de Film de la Cannes din 1995                                                                   |  |
| Mad Dogs and Englishmen                                    | Henry Cole           | Elizabeth Hurley, Joss Ackland                        | Thriller                | |  |
| Margaret's Museum                                          | Mort Ransen          | Helena Bonham Carter, Clive Russell                   | Drama                   | |  |
| A Month by the Lake                                        | John Irvin           | Vanessa Redgrave, Edward Fox                          | Romantic                | |  |
| Nothing Personal                                           | Thaddeus O'Sullivan  | Ian Hart, John Lynch                                  | Drama                   | |  |
| Othello                                                    | Oliver Parker        | Laurence Fishburne, Irène Jacob, Kenneth Branagh      | Shakespearean           | |  |
| P*U*L*S*E                                                  | David Mallet         | Pink Floyd                                            | Film concert            | |  |
| The Passion of Darkly Noon                                 | Philip Ridley        | Brendan Fraser, Ashley Judd, Viggo Mortensen          | Dramatic                | |  |
| Persuasion                                                 | Roger Michell        | Amanda Root, Ciarán Hinds, Susan Fleetwood            | Dramă literară          | Filmul a avut premiera la televiziune în Regatul Unit, dar a fost lansat cinematografic în SUA și alte țări             |  |
| Richard III                                                | Richard Loncraine    | Ian McKellen, Annette Bening, Jim Broadbent           | Literary drama          | Prezentat la a 45-a ediţie a Festivalului de Film de la Berlin                                                          |  |
| The Phoenix and the Magic Carpet                           | Zoran Perisic        | Peter Ustinov, Dee Wallace                            | Familie                 | |  |
| Rough Magic                                                | Clare Peploe         | Bridget Fonda, Russell Crowe                          | Comedy/Drama            | Co-productie cu Franța și SUA                                                                                           |  |
| Sense and Sensibility                                      | Ang Lee              | Emma Thompson, Kate Winslet, Hugh Grant, Alan Rickman | Dramă literară          | după un roman de Jane Austen; A câștigat premiile Golden Globe, BAFTA, Golden Bear, BFCA și NBR pentru cel mai bun film |  |
| Sister My Sister                                           | Nancy Meckler        | Joely Richardson, Jodhi May, Julie Walters            | Drama                   | |  |
| The Steal                                                  | John Hay             | Alfred Molina, Helen Slater                           | Comedie/Thriller        | |  |
| Stonewall                                                  | Nigel Finch          | Guillermo Díaz, Frederick Weller, Duane Boutte        | Drama                   | |  |
| Two Deaths                                                 | Nicolas Roeg         | Sonia Braga, Patrick Malahide                         | Drama                   | |  |
| Two Nudes Bathing                                          | John Boorman         | John Hurt                                             | Scurt                   | Prezentat la Festivalul de Film de la Cannes                                                                            |  |
| Wild Side                                                  | Donald Cammell       | Anne Heche, Joan Chen, Christopher Walken             | Drama                   | |  |